# Mazda 2
El Mazda 2 (o Demio en el mercado japonés hasta 2019)  es un automóvil de turismo del segmento B producido por el fabricante japonés Mazda desde el año 1996. Es un cinco plazas con motor delantero transversal y tracción delantera. Actualmente se encuentra en su cuarta generación.
La tercera generación del Demio ganó el título de Automóvil Mundial del Año 2008, mientras que la cuarta generación ganó el "Automóvil japonés del año" 2014-2015.
En México, Canadá y los Estados Unidos, el Demio se ha vendido por parte de Toyota con ligeros cambios de estilo como una versión del Toyota Yaris sedán. En los Estados Unidos, originalmente se comercializó bajo la marca Scion orientada a los jóvenes de Toyota como el Scion iA. Para el modelo 2017 se comercializó también como Toyota Yaris iA debido a la discontinuación de la marca Scion. En el modelo 2019, se abandonó el postfijo iA. Actualmente el Mazda 2 hatchback está disponible en México, Canadá, pero no en Estados Unidos. Para el modelo 2020, un Toyota Yaris hatchback basado en el Demio también está disponible en Estados Unidos y Canadá. Antes de la llegada oficial de la carrocería sedán del Mazda 2 a México en 2019 el Mazda 2 sedán se comercializaba como Toyota Yaris R.
Originando de la presentación del Mazda 121 en 1987, este automóvil pequeño del segmento B está basado en la plataforma D de Mazda. Ford también usó una versión del DA 121 de primera generación conocida como Ford Festiva. Mazda lanzó después el Autozam Revue en 1990 con la siguiente generación de la plataforma D, DB. Se rediseño en enero de 1993, todavía basado en la misma plataforma DB. KIA también construyó versiones del DA y DB, tanto para sí mismo como para venta por parte de Ford en Estados Unidos, bajo el nombre de Ford Aspire, que KIA vendió como el Pride y el Avella. El nombre "Demio" deriva del latín meus que demuestra posesión, que en muchas lenguas romances se ha convertido en "mio". 
El nombre "Demio" será descontinuado en todos los mercados en septiembre de 2019 para ser reemplazado por el nombre "Mazda2" en todo el mundo.

## Primera generación (1996-2002)
La primera generación fue puesta a la venta en julio de 1996. El Demio fue sometido a un pequeño lavado de imagen en 2000. Se modificó principalmente el diseño de los pilotos delanteros, los parachoques delantero y trasero, y el diseño interior. 

### Dimensiones
- Maletero: 330L
- Depósito de combustible:
  - Pre-reestilización: 40L
  - Post-reestilización: 42L

## Segunda generación (2002-2007)
La segunda generación del Demio fue lanzada al mercado en el año 2002. Está construido sobre la misma plataforma del Ford Fiesta, aunque es más alto, de la misma manera que un Honda City o un Volkswagen Fox. Se ofrecía únicamente con carrocería hatchback de cinco puertas.
Los motores gasolina son un 1.3 litros de 75 CV, un 1.4 litros de 80 CV, y un 1.6 litros de 100 CV, los tres de cuatro válvulas por cilindro. El Diésel es un cuatro cilindros en línea de 1.4 litros y 68 CV, desarrollado en conjunto por Ford y el Groupe PSA, con inyección directa common-rail, turbocompresor de geometría fija y dos válvulas por cilindro.

## Tercera generación (2007-2014)
La tercera generación se presentó oficialmente en el Salón del Automóvil de Ginebra de 2007. Existe con carrocerías hatchback de tres y cinco puertas y sedán de cuarto puertas. A igualdad de motor, el peso homologado es 100 kg inferior con respecto a su antecesor. Los motores a gasolina son un 1.3 litros de 75 u 86 CV, un 1.5 litros de 103 CV, y el motor Diésel es el mismo 1.4 litros de 68 CV.
Se presentó en el año 2010 el Mazda2 MPS con un motor de 2.0 litros y 4 cilindros en línea de 230 CV.
En 2013 Mazda presenta una versión limitada en varios países (especialmente de Latinoamérica) la cual le apodan como "Takeshi" que al español traduce como "espíritu joven, festivo, radiante...", llegando a tener buena acogida, en especial en Colombia gracias a los diseños agregados al vehículo y su tecnología de punta (tanto en accesorios como en motorización, al ser preámbulo del lanzamiento de la tecnología SkyActiv, incluyendo en este modelo algunas piezas de la misma).

## Cuarta generación (2014-presente)
En 2013 salieron a la luz reportes de una nueva generación del Mazda Demio que se lanzaría en 2014, algunos de estos por construirse en la nueva fábrica de Mazda en México. El modelo concepto Mazda Hazumi (diseñado para previsualizar los futuros modelos de Mazda2) se reveló en el Salón del Automóvil de Ginebra de 2014. y en abril de 2014 el muleto de prueba de la nueva generación del Demio ya se estaba probando en Alemania, cubierto de camuflaje.

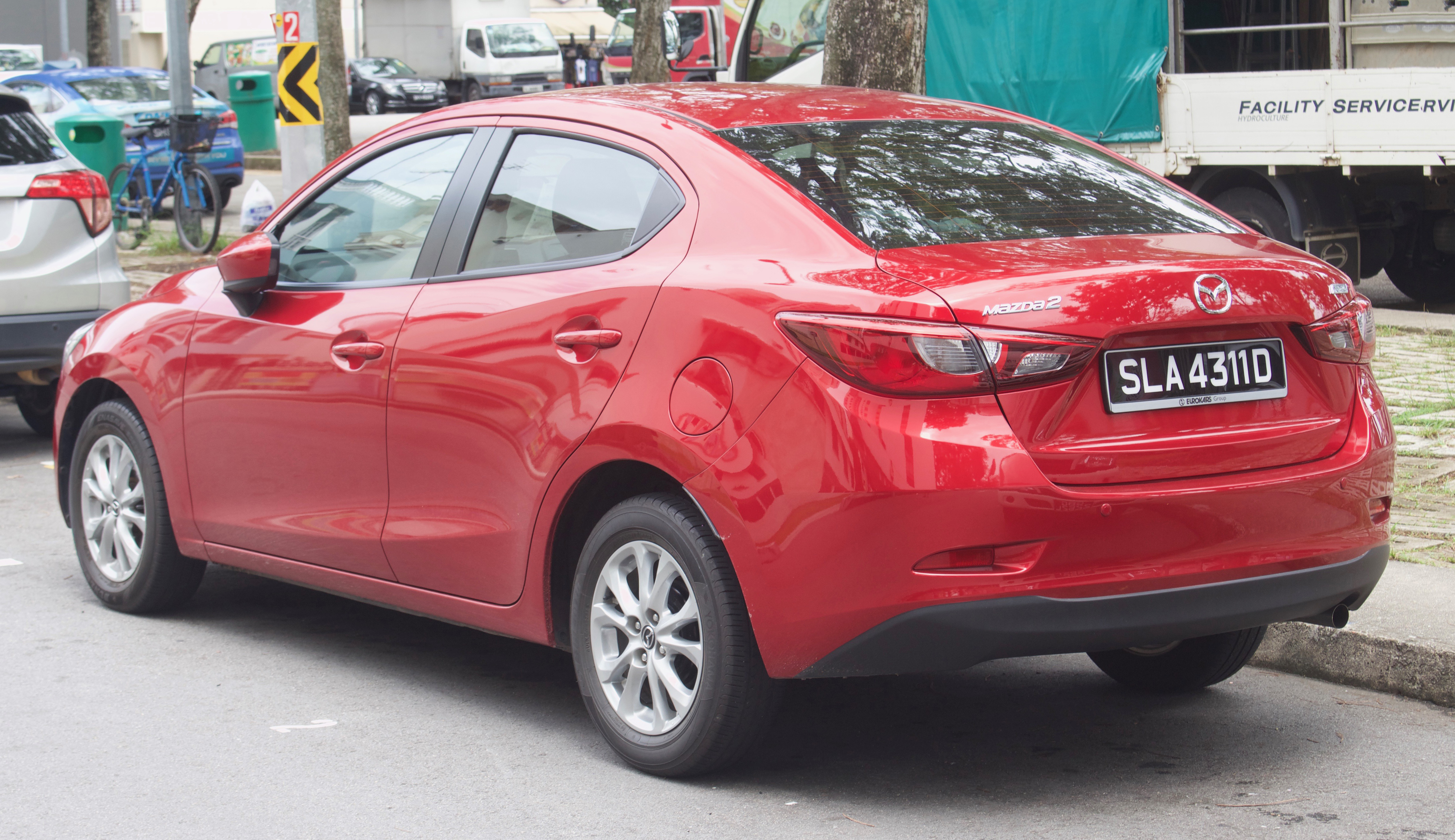
Versión sedán

En julio de 2014, Mazda presentó fotos de la cuarta generación del Demio hatchback, y comenzó la producción en la planta de Hōfu de Mazda. Las ventas comenzaron en Japón en septiembre de 2014. La versión sedán debutó en la International Motor Expo de Tailandia en noviembre de 2014.
La cuarta generación está basada en una variante de la plataforma de la CX-5 de Mazda, en lugar de la plataforma DE de Ford usada en el Ford Fiesta y tiene una longitud mayor, un cuerpo más ancho, menor espacio interior para los ocupantes de los asientos traseros y menor espacio para la cabeza y los pies. Se ensambla en las plantas de la marca en Hōfu, Salamanca y Rayong.
En octubre de 2014, el Demio recibió el premio a "Auto del año" 2014-2015 por el Comité del auto del año de Japón.

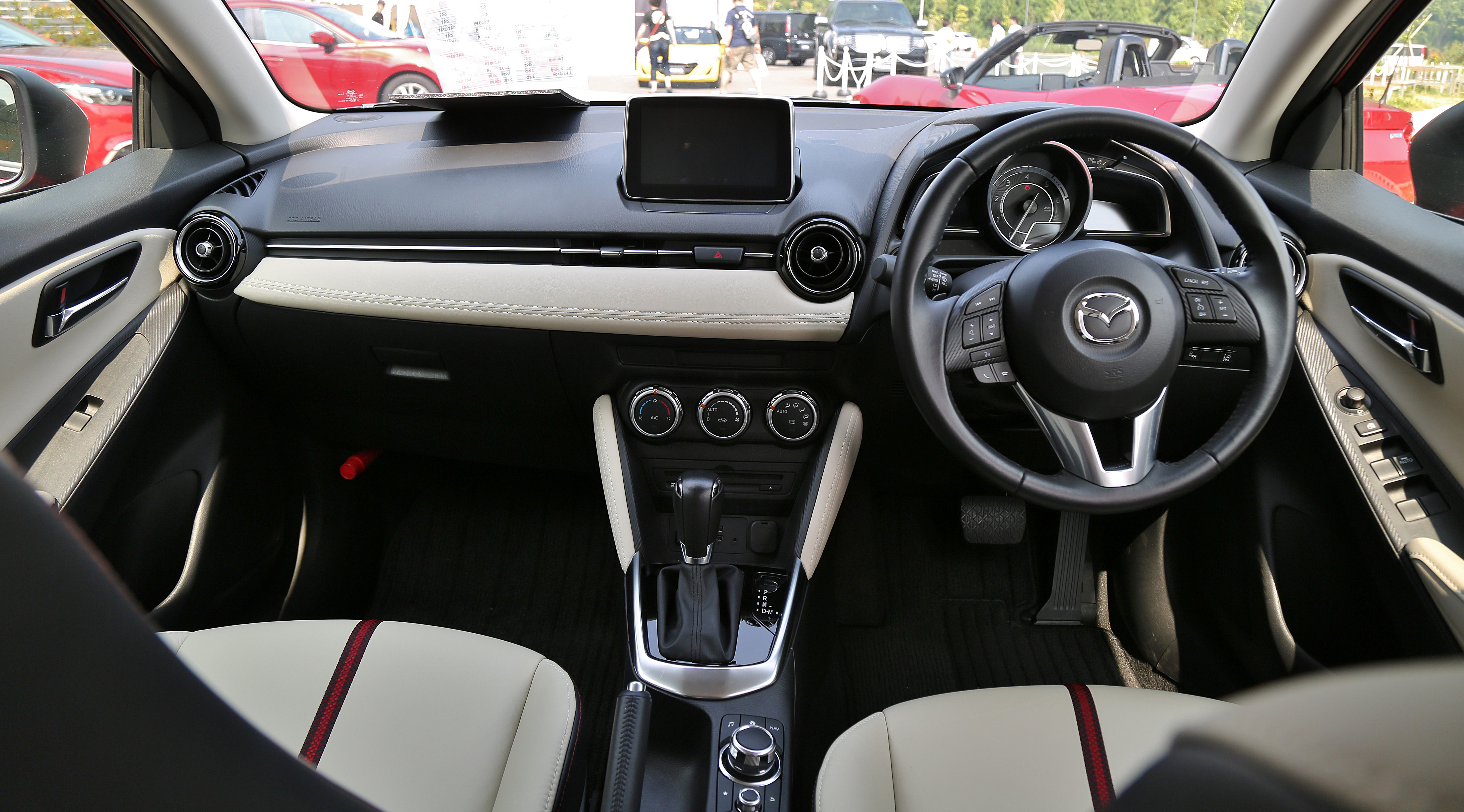
Interior

A pesar de que la variante para América del Norte se fabrica en México, Mazda USA anunció que el Mazda2 hatchback no se vendería en el mercado estadounidense, con excepción de Puerto Rico. La variante sedán, sin embargo, se comercializó al inicio en los Estados Unidos por parte de Toyota como el Scion iA y después como el Yaris.
Para el mercado canadiense, la serie DJ del Mazda2 se confirmó en el Salón Internacional del Auto de Montreal de 2015, sin embargo su lanzamiento se pospuso a principios de 2016 para permitirle a Mazda Canadá enfocarse en el lanzamiento del CX-3 y del MX-5 rediseñado. En noviembre de 2015, Mazda Canadá decidió no lanzar el 2 porque determinaron que el carro no era apropiado para el mercado además de por existir una creciente tendencia hacia los crossovers subcompactos. Sin embargo, como en los Estados Unidos, la variante sedán se comercializó como Toyota Yaris sedán.

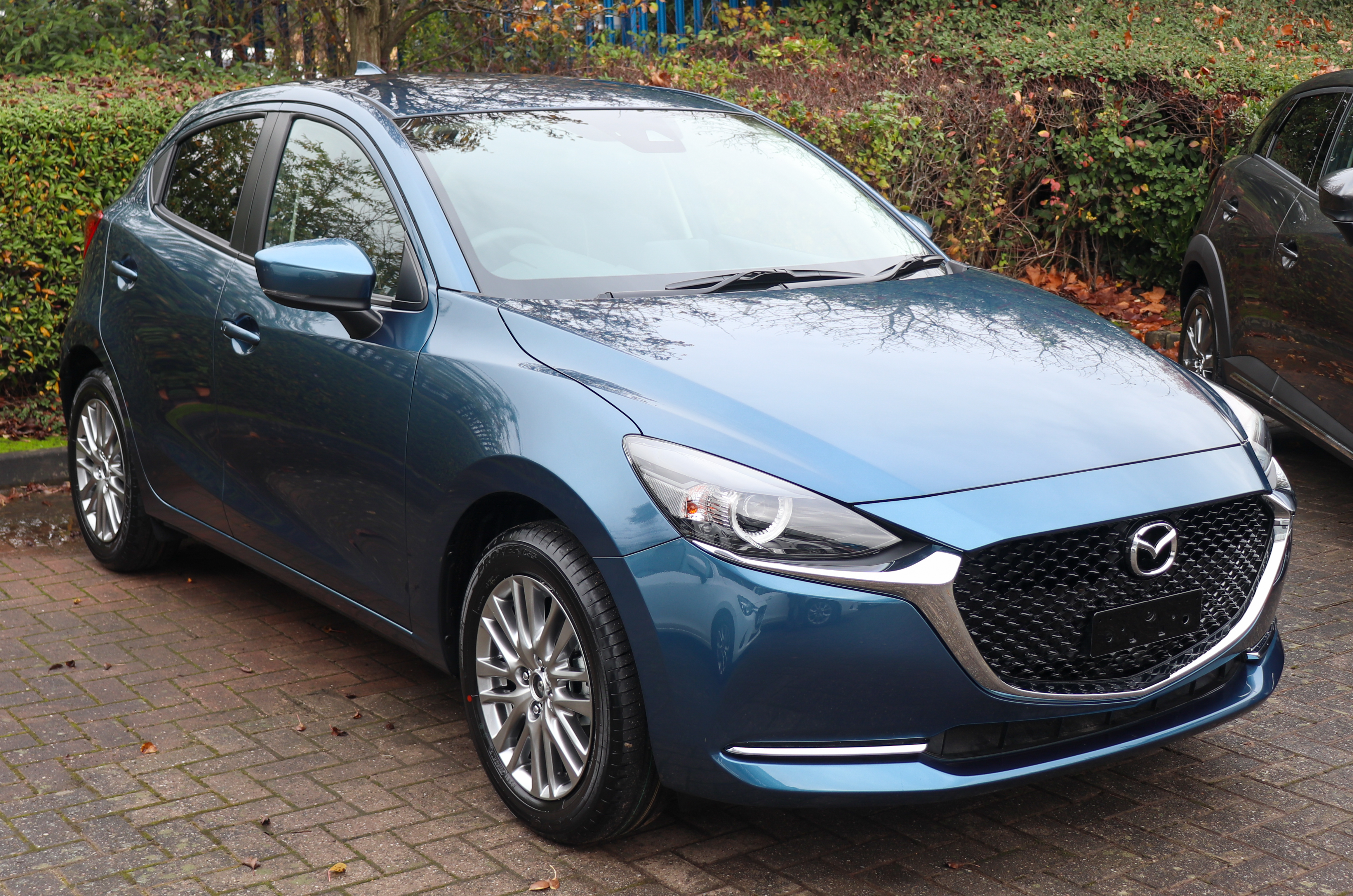
Mazda 2 2019 (rediseño)

En julio de 2019 se anunció que el Demio sería reetiquetado como Mazda2 en todo el mundo, y que los vehículos modelo 2020 recibirían un rediseño exterior, varios cambios en el equipamiento interior, una suspensión mejorada para incrementar la calidad de marcha, mejoras al sistema de recuperación de energía de desaceleración del motor, faros adaptativos y G-Vectoring Control Plus como estándar.
El modelo rediseñado salió a la venta en México en octubre de 2019 como modelo 2020. Viene en tres versiones: i, i Touring e i Grand Touring con transmisión automática.

### Motor y transmisión
El Mazda2 usa las cajas SkyActiv-Drive de seis velocidades automática y SkyActiv-MT de cinco y seis velocidades de Mazda así como la tecnología stop-start ("i-STOP" apaga el motor cuando el auto está en posición estacionaria) y el sistema de regeneración de energía de frenado ("i-ELOOP" usa los frenos para cargar un capacitor para toda la electrónica del auto, en lugar de usar un alternador para cargar una batería).
El Mazda2 se ofreció inicialmente con un motor a gasolina de 1.5 litros y un motor diesel de 1.5 litros SkyActiv-D, el motor diesel debutó en el Salón del Automóvil de Ginebra 2014. El motor a gasolina está disponible con 74, 89 o 113 hp, mientras que el diesel produce 104 hp.
Mazda anunció que habrá una versión deportiva para México con desplazamiento de 2.0 litros, acoplado a una transmisión manual o automática, ambas de 6 cambios. Será lanzado antes de que termine el 2023 como modelo 2024.

### Unión Toyota-Mazda en Canadá y México

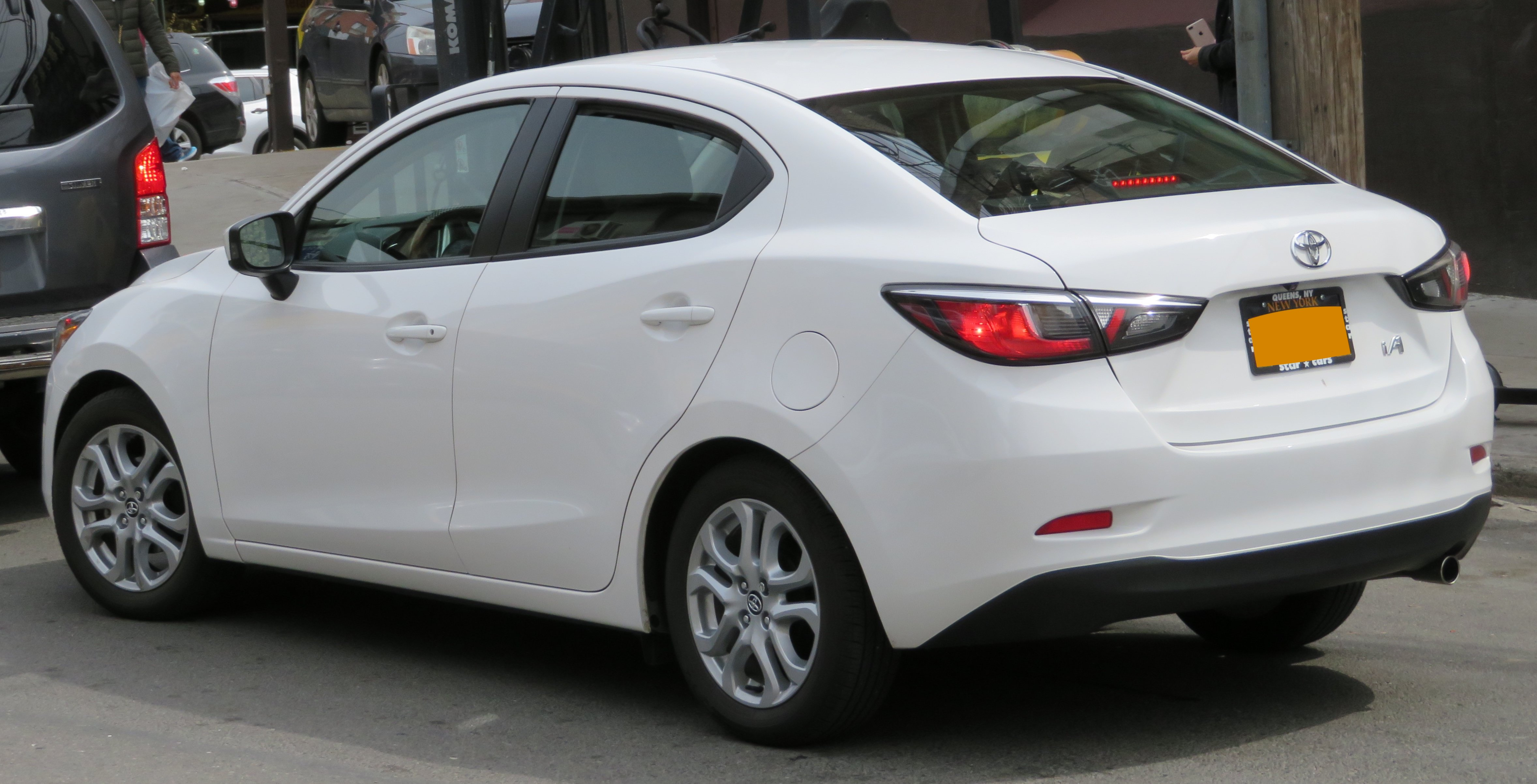
Toyota Yaris iA (Estados Unidos)

Como se anunció en el 2015 Salón del Automóvil de Nueva York, la versión sedán del Mazda2 se vende como la versión sedán del Toyota Yaris en Canadá y México (con el nombre Toyota Yaris R en México) desde mediados de 2015 y es una versión reetiquetada del Mazda2 (DJ). Toyota de México anunció la producción del modelo Yaris R en la planta de Salamanca donde la compañía tiene una asociación con Mazda.
Para el mercado mexicano, el coche se llamará Toyota Yaris R porque no reemplazará el sedán Yaris basado en el Belta y después el Vios.
Toyota de México anunció la fabricación del Yaris R en la planta de Salamanca, Guanajuato y de esta forma inició su trabajo en la fabricación mexicana de autos subcompactos.
Este modelo del segmento B también llega al mercado de Estados Unidos como Scion iA, directo desde las instalaciones de la marca en el estado de Guanajuato, las cuales cuentan con una capacidad anual de producción de alrededor de 60 mil unidades.
Es importante destacar que Toyota de México inició las exportaciones de este modelo en junio de 2015 y que el Yaris R se integró a su nuevo portafolio de productos 2016, uniéndose a una gama integrada actualmente por Yaris Sedán, Yaris HB y Avanza.
Este subcompacto está propulsado por un motor 1.5 L de 106 caballos de fuerza y 103 libras pie de torque, que se podrá acoplar a una transmisión manual o automática de 6 velocidades.

## Reconocimientos
- Trofeo Top Car Mapfre 2015[32]